# Топильский, Михаил Иванович
Михаил Иванович Топильский (1809—1873) — российский государственный деятель, сенатор, тайный советник (1857).

## Биография
В службе состоял с 14 марта 1830 года. На 1843 год коллежский советник, правитель Канцелярии Министерства юстиции. В 1846 году произведён в статский советники, состоящий за обер-прокурорским столом Первого департамента Правительствующего сената, вице-директор департамента и  управляющий Канцелярии Министерства юстиции.
В 1849 году был произведён в действительные статские советники. С 1851 года — директор Департамента  Министерства юстиции. 
В 1857 году  произведён в тайные советники. С 1862 по 1871 годы сенатор  присутствующий в Общем собрании Первого департамента  Правительствующего сената, почётный мировой судья Клинского уезда Московской губернии.
Был награждён всеми российскими орденами вплоть до ордена Святого Александра Невского пожалованного ему в 1869 году.

## Семья
- Жена — дочь барона В. И. Штейнгеля баронесса Юлия Владимировна (1811—1897). Была похоронена в селе Городище Клинского уезда[6].